# Jean-Pierre Duport
Jean-Pierre Duport (auch Duport l'aîné genannt) (* 27. November 1741 in Paris; † 31. Dezember 1818 in Berlin) war ein französischer Cellist und Komponist.

## Leben
Jean-Pierre Duport erlernte das Cellospiel bei Martin Berteau (1691–1771). Die Zeitschrift Mercure de France berichtete im März 1761 von einem Auftritt beim Concert spirituel, bei dem Duport erfolgreich eine eigene Sonate zu Gehör brachte. Die gleiche Zeitschrift schrieb fünf Jahre später „l'admirable et peut-être l'inimitable Monsieur Duport“. Von 1762 bis 1769 gehörte er zur privaten Kapelle des Prinzen Louis François de Bourbon-Conti und gab daneben viel beachtete Konzerte in den wichtigsten Pariser Salons. Zu seinen Schülern gehörten der Prinz de Conti, vor allem aber sein jüngerer Bruder Jean-Louis Duport. Ab 1768 unternahm Jean-Pierre Duport verschiedene Konzertreisen ins Ausland, die ihn nach England, Spanien, Dänemark und 1773 schließlich nach Deutschland führten. Bei einem Konzert am Potsdamer Hof, bot ihm Friedrich der Große die Stelle des ersten Cellisten an der Berliner Oper an, sowie die des Cellolehrers des Kronprinzen.
1787 wurde Duport durch König Friedrich Wilhelm II. zum Oberintendanten der königlichen Kammermusik bestellt. Er zog mit seiner Frau, der Sängerin Jeanne-Marie und den Kindern nach Berlin. Am Potsdamer Hof lernte Duport die Komponisten Wolfgang Amadeus Mozart (der dort die Klaviervariationen über ein Menuet von Mr. Duport KV 573 komponierte) und Ludwig van Beethoven kennen, dieser komponierte für und mit Duports Rat die beiden dem König Friedrich Wilhelm gewidmeten Cellosonaten op. 5. 1811 zog sich Jean-Pierre Duport von seinen Ämtern zurück.

## Wirkung
Duport gilt als einer der Begründer der deutschen Cellistenschule. Gustav Schilling (1803–1881) erwähnte in seiner Encyclopädie der gesammten musikalischen Wissenschaften oder Universal-Lexicon der Tonkunst „[...]die Großartigkeit der gewichtigen Baßfiguren“ und „den seelenvollen Gesang in den [...] Tenor-Regionen“. Mit seiner Doppelgrifftechnik und den Pizzikato-Bässen verblüffte er seine Zuhörer. Duport gelang es in einer bis dahin unbekannten  Art, die gesamte Tonfülle seines Instrumentes auszuschöpfen.

## Werke
- Six sonates pour le violoncelle et basse op. 1 (1766)
- Six sonates pour le violoncelle et basse op. 2 (1772)
- Six sonates pour le violoncelle et basse op. 3 (1773)
- Six sonates pour le violoncelle et basse op. 4